# Святогорск

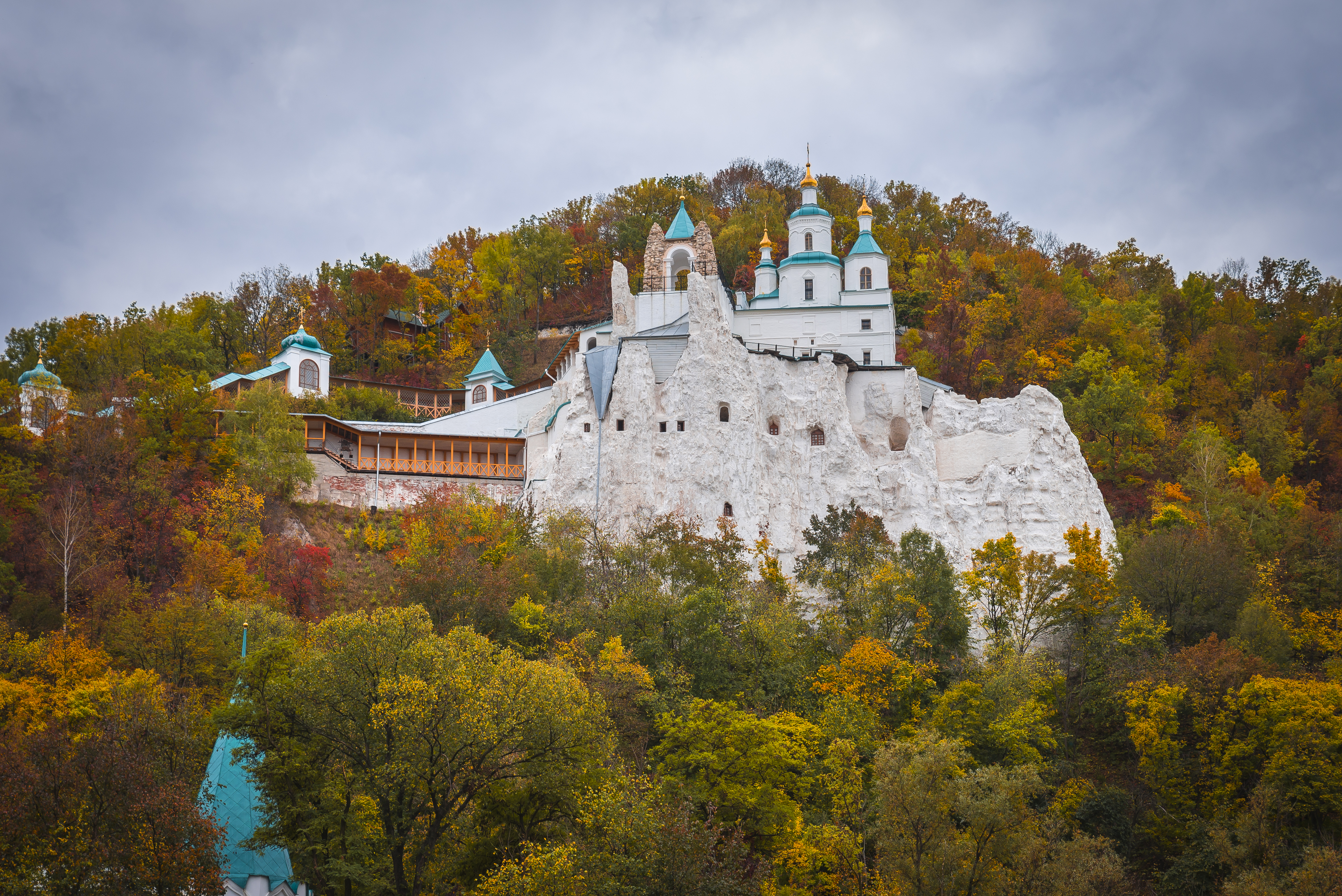
Николаевская церковь на меловой скале

Святого́рск (укр. Святогі́рськ; до 1964 года Ба́нное, в 1964—2003 годах Славяного́рск) — город в Донецкой области Украины.

## География
Расположен на реке Северский Донец, возле границы трёх областей — Донецкой, Харьковской и Луганской вблизи железнодорожной станции Святогорск. Является самым северным городом Донецкой области и одним из самых маленьких городов Украины. Входит в Краматорскую агломерацию.

## История
Поселение основано в XVI веке казаками и беглыми крестьянами с территории современных Центральной России и Правобережной Украины. Ранее здесь был построен Успенский монастырь на противоположном правом высоком берегу Донца. И хотя первое упоминание о нём относится к 1624 году, когда духовенству была пожалована царская грамота на право владения этой землёй, благодаря археологическим исследованиям можно твёрдо говорить, что пустынь существовала ранее XIII века.
В 1679 году монастырь захвачен и разграблен крымскими татарами.
Впоследствии восстановлен; во второй половине XVIII века утратил оборонное значение, став крупным феодалом.
В 1780-х годах в его владении находились 27 000 десятин земли, около 2000 крепостных крестьян.
В 1788 году Екатерина II закрыла Святогорскую обитель, её имущество и угодья перешли в казну.
Спустя некоторое время эти места стали собственностью Григория Потёмкина и его наследников. На одной из меловых гор на правом берегу Северского Донца граф построил дворец, на берегу озера в пойме реки — купальни для гостей. Отсюда происходит название озера и селения на его берегу — Банное.
К 1797 году в Банном насчитывалось 287 жителей.
В 1844 году Святогорский монастырь восстановлен указом Николая I.
В конце XIX века граф Г. И. Рибопьер построил в Банном конный, скипидарный и лесопильный заводы. Тогда тут проживало 638 человек. Местность и открытые здесь минеральные источники пользовались славой лечебных. Сюда приезжали состоятельные люди с лёгочными заболеваниями, болезнями суставов.
В мае 1887 года Антон Чехов писал:
Место необыкновенно красивое и оригинальное: монастырь на берегу реки Донца, у подножия громадной белой скалы, на которой, теснясь и нависая друг над другом, громоздятся садики, дубы и вековые сосны. Кажется, что деревьям тесно на скале и что какая-то сила выпирает их вверх и вверх… Сосны буквально висят в воздухе и того и гляди свалятся. Кукушки и соловьи не умолкают ни днём ни ночью… При мне, ввиду Николиного дня, стеклось около 15 000 богомольцев, из коих 8/9 старухи. Еда монастырская даровая для всех 15 000: щи с сушёными пескарями и кулеш. То и другое, равно как и ржаной хлеб, вкусно. Звон замечательный. Певчие плохи. Участвовал в крестном ходе на лодках.
С 1950-х годов здесь стремительно развивается курортное хозяйство.
3 апреля 1964 года посёлок приобретает статус города районного подчинения с названием Славяногорск, с 15 мая 2003 года это город Святогорск.
С целью сохранения на территории Славяногорска памятников культурного наследия Украины, в 1980 году постановлением правительства Украинской ССР создан Славяногорский государственный историко-архитектурный заповедник (СГИАЗ).
Основой заповедника является комплекс памятников истории и культуры XVII-XIX вв. Святогорской Свято-Успенской Лавры, памятник монументального искусства — памятник Артёму (Сергееву Ф. А.) (1927, скульптор И. П. Кавалеридзе), Мемориальный комплекс периода Великой Отечественной войны на горе Артёма, памятник на могиле лейтенанта В. М. Камышева (Дуб Камышева).
В 2011 году к территории заповедника добавлено, с целью восстановления, место, где ранее находилась так называемая «Дача Потёмкиных».
В 1992 году возобновил свою деятельность Успенский мужской монастырь. Появились иеромонахи, иноки, послушники. В бесплатное пользование монастырю возвращены Успенский собор, Свято-Николаевская церковь, пещерная церковь преподобных Антония и Феодосия, комплекс пещерных сооружений, восточная и западная башни, Кирилло-Мефодиевская лестница, нижний и верхний павильоны паломников. В 2004 году монастырь получил статус лавры.

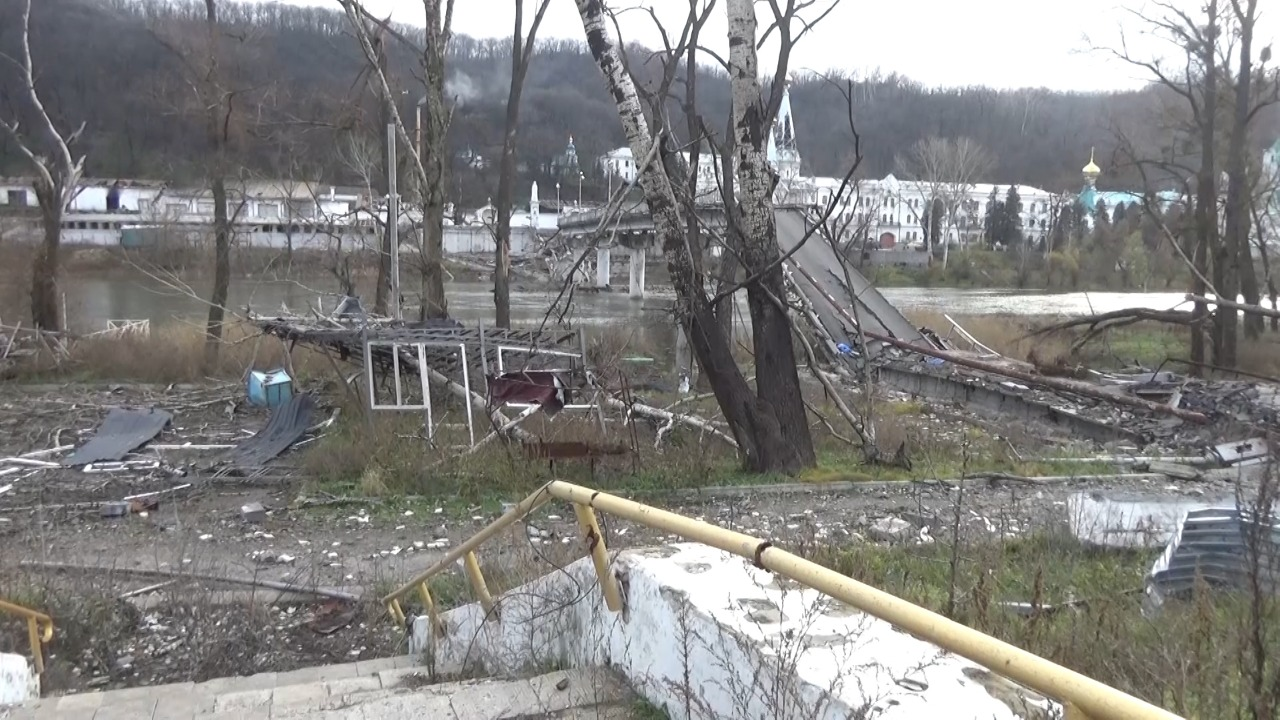
Святогорск после боёв (2022). Остатки моста, соединявшего лавру с городом.

10 июня 2022 года Святогорск был оккупирован российскими войсками в ходе вторжения России на Украину.
12 сентября, в ходе контрнаступления в Харьковской области, в город вошли подразделения НГ Украины.

## Население
Численность на начало года.
| Год  | Численность жителей |
| ---- | ------------------- |
| 1885 | 407                 |
| 1897 | 732                 |
| 1903 | 500                 |
| 1939 | 5490                |
| 1959 | 4516                |
| 1970 | 5112                |
| 1979 | 5433                |
| 1989 | 5789                |
| 1992 | 5800                |
| 1998 | 5500                |
| 2002 | 5136                |
| 2003 | 5052                |
| 2004 | 4989                |
| 2005 | 4971                |
| 2006 | 4945                |
| 2007 | 4942                |
| 2008 | 4889                |
| 2009 | 4819                |
| 2010 | 4791                |
| 2011 | 4692                |
| 2012 | 4676                |
| 2013 | 4654                |
| 2014 | 4630                |
| 2015 | 4592                |
| 2016 | 4531                |
| 2017 | 4504                |
| 2018 | 4433                |
| 2019 | 4395                |
| 2020 | 4369                |
| 2021 | 4309                |

### Языковой состав
По данным переписи 2001 года 65,49 % населения города указали украинский язык родным, 33,96 % — русский, 0,55 % — другие языки.

## Экономика
В Святогорске расположены пищевые предприятия. Более половины общего количества занятых в народном хозяйстве работает в рекреационных учреждениях, в промышленности — около 10 %.
В Святогорске расположен пивоваренный завод «Городской Пивной Завод имени Дубляковска» (ГПЗД). По данным Городского Совета Святогорска, в год экспортируется более 34 куб. м,что составляет более 3% от лёгкой промышленности.

## Транспорт
До 1941 года в посёлке Банное функционировал конный трамвай — «Конка».

## Достопримечательности
- Святогорская лавра
- Комплекс памятников истории и культуры XVII-XX вв. — музей, выставочные залы Святогорского государственного историко-архитектурного заповедника (СГИАЗ).
- Святогорск находится на территории национального природного парка «Святые горы»
- Памятник Артёму (Сергееву Фёдору Андреевичу) работы И. П. Кавалеридзе
- Дуб Камышева — памятник на могиле лейтенанта В. М. Камышева
- Скульптура Пресвятой Богородицы — Игумении (скульптор Н. Г. Шматько)
- Святогорская общеобразовательная школа (ул. Школьная)
- Святогорская городская больница № 4 (ул. Островского)
- Областной госпиталь для ветеранов войны (ул. Молодёжная)
- В Святогорске проводится международный фестиваль авторской песни «32 мая»[13].